# Luigi Vannutelli Rey
Conte Luigi Vannutelli Rey (Roma, 19 agosto 1880 – 1968) è stato un diplomatico italiano, membro della delegazione italiana alla Conferenza di pace di Parigi e successivamente ambasciatore a Praga (1928-1930), Varsavia (1931-1932) e Bruxelles (1932-1936).

## Biografia
Di famiglia nobile, nacque a Roma, dove studiò presso il Collegio Nazareno dei Padri Scolopi (avendo come professore anche Gaetano De Sanctis), laureandosi poi in giurisprudenza e intraprendendo la carriera diplomatica. Nel 1911 ricoprì la carica di segretario della Delegazione italiana nella Commissione internazionale di revisione del confine italo-austro-ungarico. In questi anni fu anche Console a Budapest e Segretario presso l’Ambasciata d’Italia a Londra.

### La Conferenza di Parigi
Nel 1919, in quanto console e incaricato d'Affari presso l'Ambasciata d'Italia a Parigi, fece parte della delegazione diplomatica italiana alla Conferenza di pace di Parigi, ricoprendo nel corso di essa vari incarichi, molti dei quali legati a vario titolo alla definizione dei nuovi confini dell'Ungheria. Tra febbraio e luglio rappresentò l'Italia assieme a Giacomo De Martino all'interno della Commissione territoriale per lo studio delle questioni territoriali della Romania e della Jugoslavia, composta dai rappresentanti delle potenze vincitrici e incaricata di decidere il futuro assetto geografico dei due paesi. Coerentemente col generale indirizzo della politica estera italiana nell'area, volto a creare un equilibrio tra i nuovi stati danubiani e balcanici, sia vincitori che vinti, si schierò - in contrasto con le altre potenze dell'Intesa - a favore di una limitazione dell'estensione rumena in Transilvania ai danni dell'Ungheria e per una maggiore presa in considerazione degli interessi di quest'ultima nel Banato (mentre assieme a De Martino sostenne le rivendicazioni rumene sull'intera Bucovina, perché parte delle promesse fatte dalle potenze dell'Intesa nel 1916 all'atto dell'ingresso rumeno in guerra).
Contemporaneamente rappresentò l'Italia nella commissione incaricata di esaminare le controproposte austriache nel corso delle trattative che condussero al Trattato di Saint-Germain-en-Laye tra Austria e potenze dell'Intesa. Durante i lavori si oppose alla richiesta austriaca di assegnazione alla repubblica alpina del Burgenland, porzione germanofona della vecchia Transleithania ungherese, ribadendo invano la posizione italiana volta a demandare la risoluzione della controversia a un accordo tra i due stati. Inoltre si oppose - anche qui senza successo - alla concessione al neonato stato cecoslovacco del centro abitato di Petržalka (la parte dell'agglomerato urbano di Bratislava situata sulla riva destra del Danubio), principalmente poiché una testa di ponte oltre il Danubio avrebbe fornito a Praga un vantaggio strategico sul piano militare ai danni di Austria e Ungheria.
L'ultimo incarico nella Conferenza di pace fu quello di consigliere tecnico del nuovo ministro degli esteri Vittorio Scialoja nel corso delle conferenze preparatorie del Trattato del Trianon. In questa veste propose durante la conferenza dei ministri degli esteri di limitare la perdita territoriale e demografica dell'Ungheria assegnando ad essa la grande isola fluviale di Žitný ostrov, abitata prevalentemente da ungheresi. Anche qui tuttavia le proposte italiane non ebbero esito e l'isola fu assegnata alla Cecoslovacchia.

### L'attività da ambasciatore
Negli anni Venti venne nominato console italiano nella Zona internazionale di Tangeri, dove rimarrà fino al 1927. In questo periodo tentò di consolidare la presenza italiana nel mandato internazionale, e indirettamente nel Marocco spagnolo e francese, attraverso la creazione di servizi come un servizio postale italiano, un ospedale e un complesso scolastico. Se la costituzione del primo dovette fallire per l'opposizione delle altre potenze mandatarie, la costituzione dei secondi si concretizzò tra 1926 e 1927 attraverso l'acquisizione - formalmente da parte dell'ANSMI del senatore Ernesto Schiaparelli, in realtà da parte del Ministero degli Esteri - del palazzo fatto costruire come propria residenza dal sultano Mulay Abd al-Hafiz, poi caduto in disuso. Il palazzo, rinominato Palazzo Littorio e che sarà noto in seguito come Palazzo delle Istituzioni Italiane, venne destinato ad ospitare scuole italiane maschili e femminili da una giardino d'infanzia alle superiori (non si realizzò mai invece il progetto originario di un'Università italo-marocchina), mentre in un locale separato vennero installati un ambulatorio e una clinica.
Successivamente ritornò nell'Europa centrale come ambasciatore italiano a Praga tra 1928 e 1930. In tale veste, da un lato seguì le direttive del governo Mussolini, volte ad evitare che occasioni come le celebrazioni praghesi del decimo anniversario della formazione della Legione cecoslovacca in Italia potessero assumere un carattere politico di riavvicinamento tra i due paesi, com'era nei desiderata di Beneš, in particolare occupandosi di fare in modo che l'occasione non potesse essere sfruttata dai cecoslovacchi in funzione anti-ungherese. Dall'altra parte però Vannutelli fu un assertore della necessità di un programma di intervento finanziario italiano nel paese, volto a contrastare la penetrazione economica tedesca, vista come prodromica a un tentativo di smembrare la Cecoslovacchia nel lungo periodo. Il piano tuttavia sarà rifiutato da Dino Grandi.
Sul piano culturale tentò di rilanciare l'attività dell'Istituto di cultura italiana di Praga, opponendosi alla chiusura prospettata per motivi economici dal Ministero degli Esteri nel 1929, e promuovendone una riforma interna volta a portarlo sotto il controllo dell'ambasciata e del governo attraverso l'istituzione della figura di un direttore nominato direttamente da Roma, individuato nel lettore di italiano all'Università di Praga, Bindo Chiurlo. Allo stesso tempo venne riorientata l'attività dell'istituto in senso più politico, rendendolo un mezzo per propagandare l'attività del governo fascista nella capitale ceca.
Dopo la conclusione dell'esperienza praghese fu nominato ambasciatore a Varsavia, dove rimase in carica dal 1931 al 1932. In questo periodo tentò invano, come i suoi predecessori, di convincere Roma dell'importanza di buoni rapporti con la Polonia, vista essenzialmente come baluardo della civiltà occidentale in funzione antisovietica. Tra 1932 e 1936 avrebbe poi ricoperto la carica di ambasciatore a Bruxelles, dove nel 1935 si sposò con Marie de Broqueville. Dopo il pensionamento e la fine della seconda guerra mondiale, divenne vicepresidente del Centro italiano di studi per la riconciliazione internazionale.

## Opere
- Curatela e prefazione a Carl Schmitt, Il concetto di impero nel diritto internazionale, Roma, Istituto nazionale di cultura fascista, 1941.[15]